# Loxostege anpingialis
Loxostege anpingialis là một loài bướm đêm trong họ Crambidae.